# Епоха свободи
Епоха свободи або ера свободи (швед. frihetstiden; фін. vapauden aika, період 1718—1772) — піввіковий експеримент у Швеції з парламентською системою та збільшенням громадянських прав у період від революції 1719 року до державного перевороту Густава III в 1772 році. Дана епоха революції мала на меті заміну аристократичного суспільства на демократичне. На думку самих шведів, секуляризація «ери свободи» суспільства формально завершилася у 2000 році: Це свобода не сама по собі, а звільнення від християнської моралі та від впливу шведської монархії.

## Хронологія
- 1719 — обрання Риксдагом на королеву Швеції Ульріки Елеонори (січень), страта Герца (9 лютого), прийняття «нової форми правління», вперше введено поняття «основний закон» (Конституція), чітко визначаються владні функції короля, Ради та Риксдагу. Російський флот безчинствує на східному узбережжі Швеції (липень-серпень), напад росіян на Стокгольм, але їх відбивають седерманландці на чолі з полковником Фюксом (серпень). Ганновер та Швеція укладають мирний договір. Віддача Бремена та Вердена (листопад).
- 1720 — мир Пруссії зі Швецією у Стокгольмі. Віддавання Померанії до ріки Пене, Щецина, островів Узвєдом й Воллін (січень). Зречення Ульрікі Елеонори на користь її чоловіка Фрідріха Гессенського, якого обирають шведи на короля (березень). Подальше законодавче обмеження влади короля. Данія зі Швецією укладає мир у Фредеріксборгу — шведи відмовилися від вільної торгівлі Ересунні (червень).
- 1721 — російський флот спустошує Норрландське узбережжя (травень-червень). Росія зі Швецією укладає Ништадтський мир (серпень).
- 1723 — введення нових приписів праці Риксдагу (17 жовтня), що стало першим законом про народне представництво. Риксдаг отримав політичну юрисдикцію над членами Ради короля.
- 1724 — Гольштинська партія наполягає на оборонному союзі з Росією на 12 років (лютий). Юнас Альстрьомер заснував мануфактурне виробництво в Алінгсосі.
- 1726 — видання коніентікель-плакату для заборони релігійних зібрань, окрім богослужінь в церквах, що направлене проти сектантів «пієтистів».
- 1730 — заснування Олафом Даліном часопису «Шведський Аргус»[3]
- 1731 — утворення Ост-Індської компанії у Гетеборзі. Перша поїздка у Кантон (в 1732 р.)
- 1734 — Риксдаг ухвалив Орслаг (Цивільний кодекс)[3]
- 1738 — засідання Риксдагу з приводу появи в політиці партій «ковпаки» та «капелюхи»[4].
- 1739 — лідер партії «ковпаків» Карл Юленборг призначений на президента канцелярії — канцлером замість Арвіда Бернхарда Горна (квітень). Заснування Академії наук Швеції (червень).
- 1740 — інспірована Францією[джерело?] агітація партії «капелюхів» війна з Росією.
- 1741 — Швеція оголосила війну Росії (липень). Поразка шведської армії біля Вільманстранду (серпень).
- 1742 — капітуляція шведської армії в Гельсінґфорсі (серпень).
- 1743 — «Великий далікарлійський танок» (22 червня).
- 1744 — згода Данії з Швецією знімає небезпеку виникнення війни (березень). Росія відводить війська (липень). Шведський кронпринц Адольф I Фредерік одружився з прусською принцесою Луїзою Ульрікою, сестрою Фредеріка Великого (серпень).
- 1746 — народження Густава III (січень).
- 1748 — за станом здоров'я Фредерік I не в змозі керувати державою (лютий). Початок використання іменної печатки. Запровадження ордену Серафимів, Шпаги та Північної зірки (лютий). Народження Карла XIII (жовтень).
- 1749 — укладання узгодження Данії зі Швецією після обіцянок Адольфа I Фредеріка відмовитися від претензій на Гольштейн.
- 1751 — заручини кронпринца Густава з данською принцесою Софією Маґдаленою (січень). Смерть Фредеріка I (березень). Трактат про кордони між Швецією та Данією для встановлення шведсько-норвезького кордону (вересень).
- 1753 — введення григоріанського календаря — «нового стилю» (після 17 лютого наступило 1 березня). Відбудовано новий палац у Стокгольмі, переїзд туди Королівського двору.
- 1756 — три парламентські стани приймають рішення використовувати королівську печатку у разі відмови короля ставити особистий підпис на документах рішень Ради (травень). Розкрито планування державного перевороту на підсилення королівської влади (21 червня). Страта восьми керівників заколоту, серед яких був Ерік Брахе (липень). У акті швед. riksakten зафіксовано попередження про відлучення королівської родини від влади при спробі державного перевороту (серпень).
- 1757 — партія «капелюхів» штовхає Швецію до Семилітньої війни. Швеція укладає союз із Францією та Австрією проти Пруссії (червень). Шведська армія напала на Пруссію (вересень). Указ про велику межову реформу.
- 1758 — шведська армія відступає до Штральзунду і попадає в оточення.
- 1760 — скликання Риксдагу. Офіцери-дворяни покинули Померанію для участі в сесії парламенту.
- 1762 — Пруссія зі Швецією укладає мир при сприянні королеви Луїзи (травень).
- 1763 — народження Жана Батіста Бернадотте, майбутнього короля Швеції Карла XIV Юхана (січень). Економічна криза Швеції.
- 1764 — партія «капелюхів» скликала Риксдаг для упорядкування державних фінансів.
- 1765 — партія «ковпаків» приходить до влади. Швеція укладає згоду з Данією та Росією (березень). Данія та Росія підтримує Риксдаг для збереження «форми правління» Швеції (березень).
- 1766 — кронпринц Густав одружується на данській принцесі Софії Маґдалені (жовтень). Швеція приймає першу постанову про свободу друку, відміна цензури (грудень).
- 1767 — заходи економії вжиті партією «капелюхів», їх грошова політика викликає нову економічну кризу.
- 1769 — скликання Риксдагу у Норрчепінгу. Скинуто Раду очолювану партією «капелюхів» (травень). Риксдаг переїжджає у Стокгольм. Пруссія, Росія та Данія підтримують парламентську владу в Швеції (жовтень).
- 1770 — візит кронпринца Густава і герцога Адольфа I Фредеріка у Париж (грудень).
- 1771 — смерть короля Адольфа I Фредеріка (12 лютого). Кронпринц Густав отримує у Парижі звістку про смерть батька (1 березня). Густав III прибуває у Стокгольм започатковуючи «Густавіанський період» 1772–1809 років (травень)[5].

| Історія Швеції 1718—1771  | Дати правління |
| ------------------------- | -------------- |
| Ульріка Елеонора          | 1718–1720 рр.  |
| Фредерік I                | 1720-1751 рр.  |
| Війна «капелюхів»         | 1741-1743 рр.  |
| Великий даларнський танок | 1743 р.        |
| Адольф I Фредерік         | 1751-1771 рр.  |

Періоди «епохи Свободи»:
- У 1719–1738 рр. це період Арвіда Бернхарда Горна;
- у 1738–1772 рр. — це період провладних політичних партій «ковпаків» і «капелюхів»[6].

## Передумови з'яви нового ладу
Перехід влади від монархії до парламентаризму був прямим результатом катастрофічної Північної війни. Причиною цього періоду Свободи є невдоволення шведів самодержавством королівської влади, що було скасоване законом у 1719 році, ознаменоване загибеллю шведської імперії. Адже важкі жертви Карла XII на збереження шведської імперії стали тягарем для громадськості. Загальна народна невдоволеність піднялася проти самодержавства та свавільних дій його першого міністра Георга Генріха фон Гьорца (барона фон Шлітца). Фактично державним органом була Таємна рада, яка могла би проголосувати проти короля. А шведський парламент набрав сили впливу в 1738 році і отримав повноваження звільняти радників у ній, які були неугодні парламентській партії. А членам Таємної ради було заборонено засідати в парламенті. На момент 1719 р. збереглася бюрократична структура управління уряду 1634 р.. З 1719 р. чиновники поступово ставали найвпливовішим елементом у суспільстві, що мало широке незадоволення.

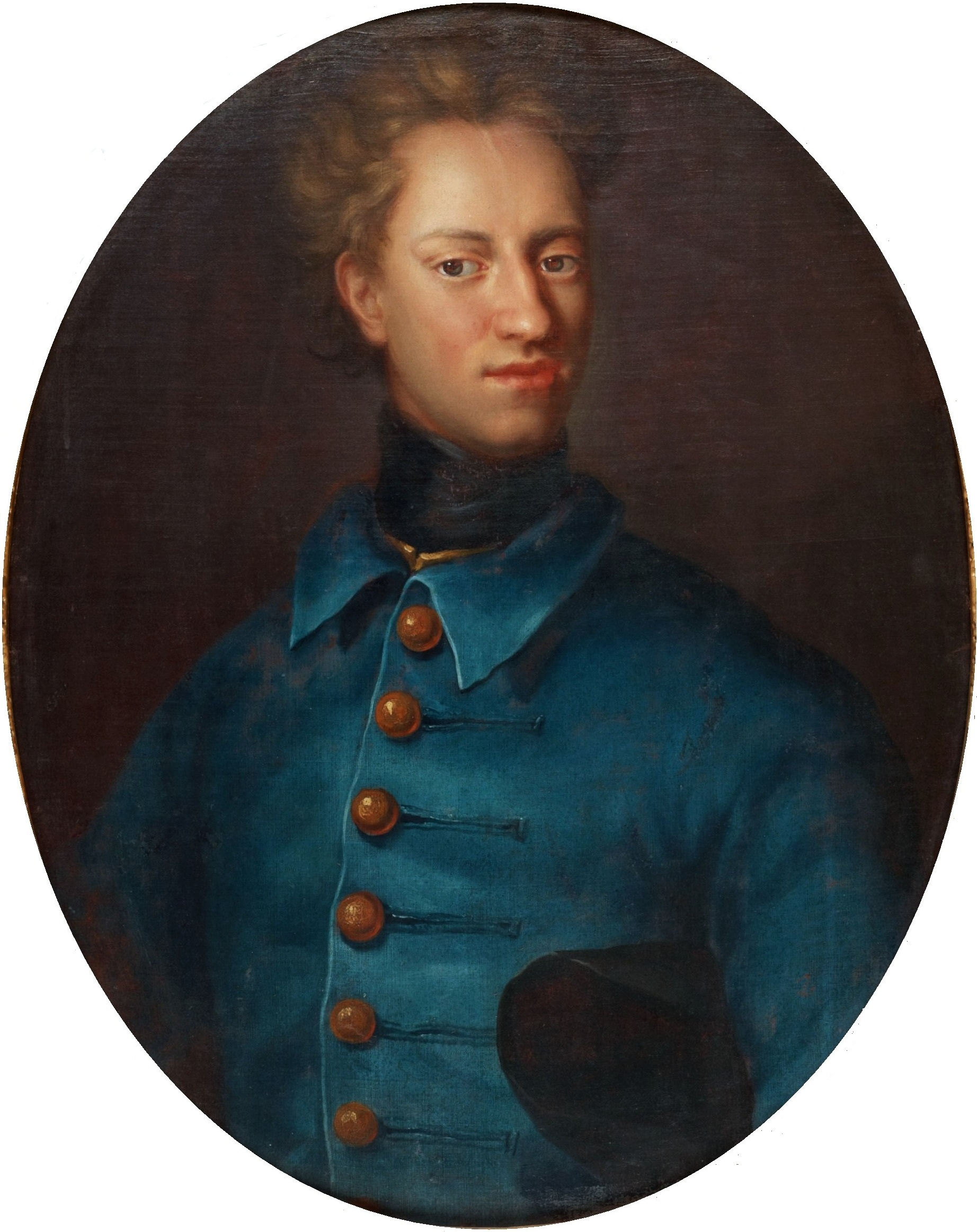
Карл XII (1682—1718) — художник Давід фон Крафт (1655—1724)

Однак, стосовно цього періоду, при використанні терміну «парламентаризм» необхідно враховувати, що в Швеції середини XVIII ст. не було того, що нині розуміється під сучасним словом демократія. Хоча податковий стан селянства був представлений у парламенті, але його вплив був непропорційно малим, водночас міщани не мали оподатковуваної власності та не мали права голосу. Виборче право не було загальним при парламентському уряді.
Поразка в Північній війні звела Швецію до положення другорядної європейської держави. Відповідно Ништадського мирного договору 1721 р. Швеція втратила всі свої володіння в східній Прибалтиці, частину Фінляндії — південно-західну Карелію і Виборг, а також більшість німецьких володінь. Важкість стану в країні посилювалася великим державним боргом, людськими втратами та військовими спустошеннями.
Ще у 1720 р. молодша сестра Карла XII, Ульріка Елеонора була обрана на королеву Швеції відразу після смерті свого брата Карла XII, вона мала право відректися від престолу на користь свого чоловіка Фредеріка принца Гессенського, який був обраний на шведського короля у 1720 р. з іменем Фредерік I, у той же час Швеція перетворюється на королівство з обмеженою монархією. Вся влада належала людям, які представлялися у Риксдагу від імені народу. Що складався з дворян, священиків, містян та селян. Конфліктуючі інтереси і взаємні ревнощі цих чотирьох незалежних зібрань зробили роботу законодавству винятково важкою. Для утвердження закону необхідно було отримати згоду трьох із чотирьох представників вказаних станів. Кожний з чотирьох станів очолювався тальманом, котрі обиралися на кожній сесії Риксдагу (за винятком духовного стану, де тальманом був архієпископ). А тальмана від дворянського стану називали лантмаршалом.
Відбулося ослаблення королівської влади і зміцнення влади дрібнопомісного і чиновницького дворянства, а також заможних містян та церковників. А селянство втрачало значення. Вся фактична влада в Швеції зосередилася в руках секретного комітету (швед. sektreta utskottet) та «Таємної ради» (швед. Geheimeråd). Цей секретний комітет Риксдагу складався з представників трьох згаданих станів без селян. Куди входило 50 дворян, 25 священиків, 25 бюргерів та іноді 25 селян. Королівська влада стала номінальною — чоловік сестри і спадкоємиці Карла XII Ульріки-Елеонори (Фрідріх I Гессен-Кассельський), та його наступник Адольф-Фрідріх Гольштинський не мали жодного політичного впливу на державу в Швеції. Отже, коли всюди в Європі панувало монархічне самодержавство, то Швеція представляла з себе аристократичну республіку.

## Лідер «Ковпаків»

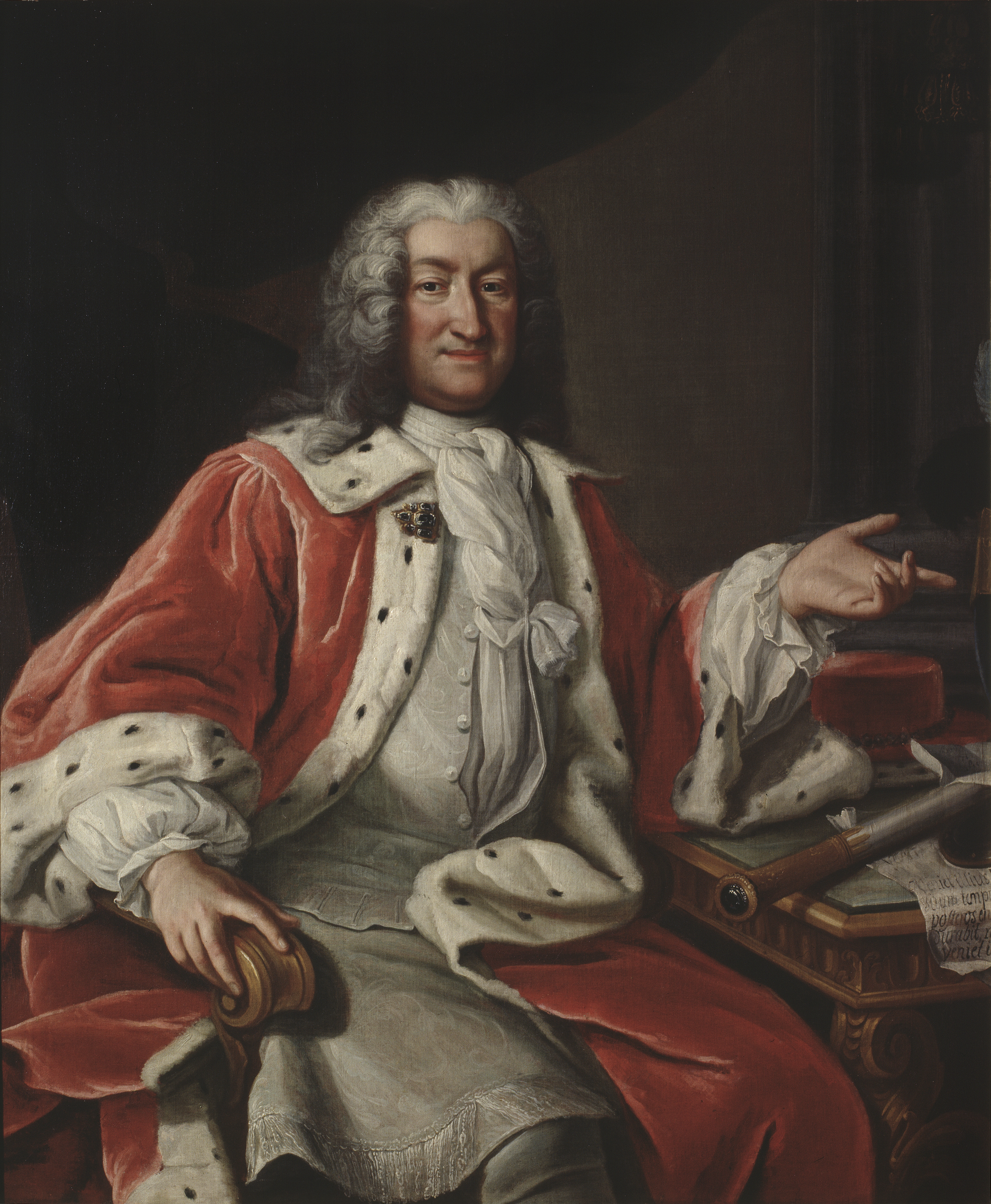
Арвід Бернхард Горн (1664—1742) — художник Лоренц Паш Старший (1702—1766)

Очолював уряд Швеції у 1720—1738 рр. канцлер-президент Арвід Бернхард Горн. Його влада здійснила реформи, спрямованих на зміцнення економіки країни. У 1723 р. були урізані політичні привілеї дворян, а за селянами закріплювалося право викупу коронних земель, яке було надано в 1700 році. У 1724 р. цей уряд видав «продукт-плакат» аналогічний англійському навігаційному актові, що сприяло швидкому розвиткові вітчизняного суднобудування, судноплавства та лісопромисловості. Його уряд посилив економічні зв'язки з Англією. У зовнішній шведській політиці уряд Горна виступав за збереження миру з Росією.
Не було місця в республіканській конституції для конституційного монарха. Коронована особа ставала принизливою маріонеткою в іграх політиків. Король володів голосом у Таємній раді, в якій він був номінальним президентом. А його коронація була більше державною нагородою, ніж іменуванням з правами фактичного суверена. Адже суверенітет перебирав на себе народ. У 1719—1723 рр. влада короля була обмежена на користь Риксдагу. Риксдаг обіймав усю законодавчу владу, значну частину виконавчої та судової влади. Цей громіздкий і складний інструмент державного управління часто працював на демонстрацію публіці його роботи, ніж на ефективність праці. Контроль над канцелярією президента на чолі з графом генерал-лейтенантом Арвідом Бернхардом Горном був обережний. Арвід Бернхард Горн мав тривогу за долю Швеції й хвилювався за свій народ, прагнув уникнути втягування своєї країни в зарубіжні політичні інтриги, намагався скасувати традиційну політику Швеції, і тримати політику Франції на відстані від Швеції, він планував зорієнтувати Швецію на Королівство Великої Британії. З високим захопленням уряд Горна сприймав англійські Ліберальні інститути. Його політика замінила двадцять років війни на двадцять років замирення, під час яких народ швидко відновився від ран і економічного виснаження через витрати на військові дії, і почав забувати бідування. Виникло нове покоління політиків із благородних і демократів. І у 1719 р. кілька великих територіальних груп були об'єднані у опозицію, які визнали політичне лідерство графа Карла Юлленборга й графа Карла Густава Тессіна. Ці особистості та їх послідовники ніколи не втомлювалися висміювати шведську боязку обережність зрілого державного діяча Арвіда Бернхарда Горна. Хоча він жертвував усім заради добробуту народу Батьківщини не шукаючи марнославства перед світом, у порівняні з опонентами. Вони глузливо нарекли його «Нічний ковпак» для піжами, елементу одягу для сну в ліжку, в межах зручного хатнього побуту (що згодом пом'якшили словом «Ковпак»). Всіх його прихильників стали називати «Ковпаками». Прийняття опонентами на себе прізвиська «Капелюхи» було взято на кшталт трикутного капелюха, що носили офіцери й джентльмени. Що розглядалося ними радісно, як взірець звеличування мужності та владолюбства самоствердженої опозиції. Ці епітети миттєво привернули колективну уяву громадськості в інформаційному просторі Швеції, що мало значимість у 1738 році для поляризації в суспільстві. Партія «Капелюхів» зневажала вектор політики партії «Ковпаків» через зосередження на домашньому комфорті в нутрі Швеції, на їх нейтралітеті у зовнішній політиці заради внутрішнього розвитку Швеції. Риксдаг цього періоду грав ролю поворотного моменту в історії Швеції у боротьбі Швеції за польську спадщину між 1733—1738 рр. підтриману Станіславом Лещинським проти Августа III Фрідріха в Польщі. Політична партія «Капелюхів» змітала всі перешкоди на своєму шляху, тому старий Арвід Бернхард Горн змушений був піти з політичної сцени у відставку, де він відігравав провідну роль державного політика протягом тридцяти років.
ВисновокКороль Швеції згідно з «основним законом» Конституції мав керуватися «радою Ради» парламенту «Риксдаг» у складі трьох станів (без селянства). Король мав два голоси та вирішальний голос (в останній інстанції). В уряд Швеції входив король та члени Ради. Отже влада в Швеції належала членам Ради. А оскільки члени Ради назначалися за поданням представників станів Риксдагу, то влада де-факто в країні належала Риксдагові. Що нагадувало форму парламентаризму в Англії.

## «Капелюхи» та «Ковпаки»

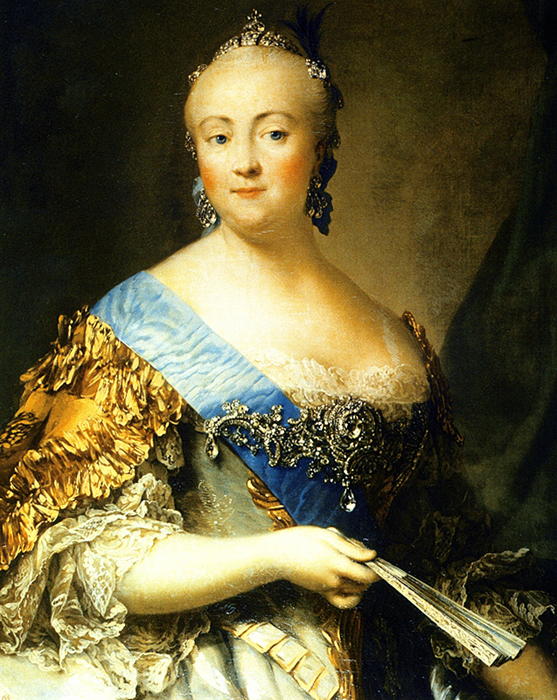
Єлизавета Петрівна (1709—1762) — художник Еріксен Віргіліус (1722—1782)

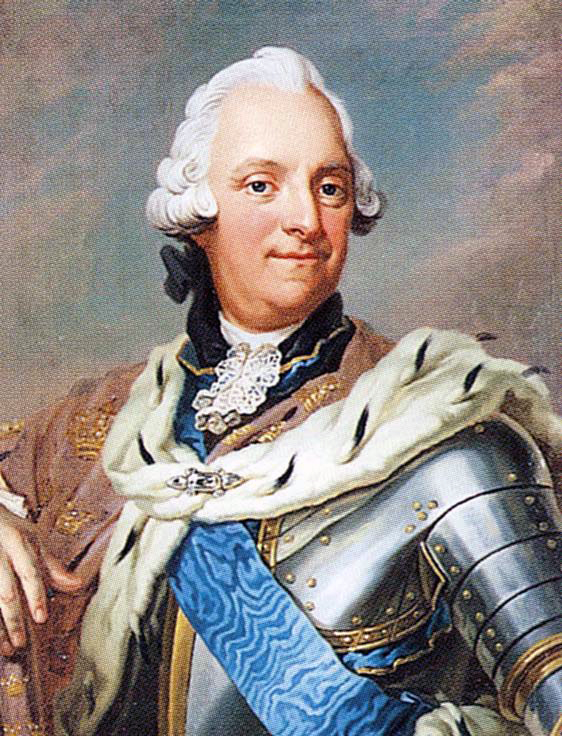
Адольф Фредерік (1710—1771) — художник Густав Лундберг (1695—1786)

На початку ери «Свободи» не було нічого подібного як у політичних партій сьогодення.
У 1730-х рр. військово-дворянські кола та еліта торгової буржуазії утворили партію «капелюхів» з метою реваншу, що ставила націоналістичну мету відновлення величі шведської держави. Але Арвід Бернгард Горн пішов на обережний політичний нейтралітет, щоби стати найкращою державою і не виснажувати національні сили шведської держави. А політики, які були опонентами Арвіда Бернгарда Горна думали інакше. Для них, процвітання без слави було марним досягненням. Вони спрямували зусилля на відновлення колишнього статусу Швеції як великої держави. Франція зустріла з задоволенням зростання такої політичної фракції як «п'ятої колони» у Швеції.
Арвід Бернгард Горн свого часу встановив посади канцлер-президента і лантмаршала у шведській політиці. Він очолював раду. Під час його періоду правління панувала і рада в шведській політиці. У 1738 р. партія «капелюхів» домоглася падіння уряду Арвіда Бернгарда Горна з його партією «ковпаків» і відновила традиційний союз Швеції з Францією. А ті, хто виступав проти політики партії «капелюхів» поступово перетворювалися в опозиційну парламентську меншість. Тому на противагу їм партія «ковпаків» була змушена прагнути підтримки Англії та Росії. У 1738-1739 рр. шведський парламент занепадав. І Швеція була зведена на щабель другорядної держави Європи.

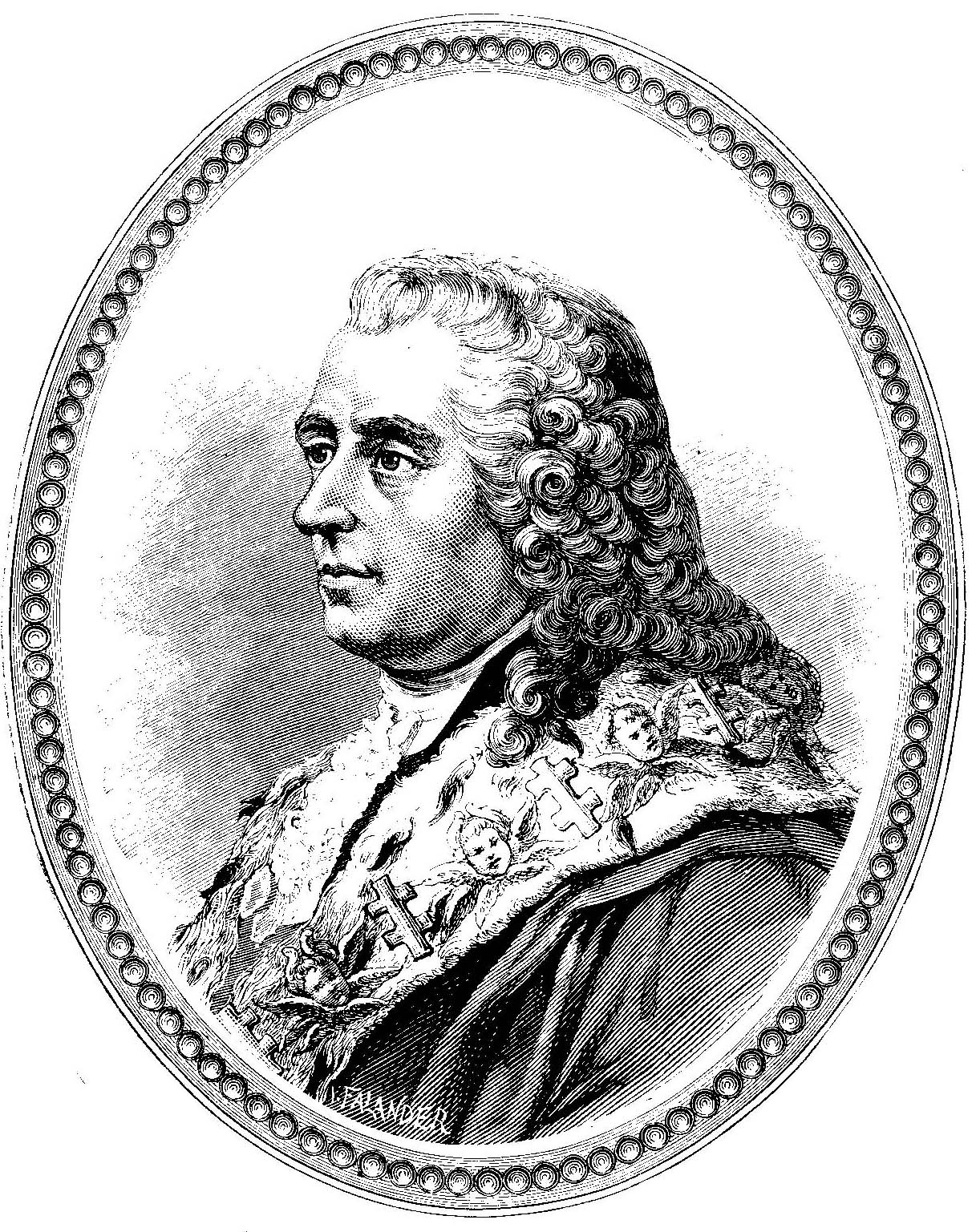
Карл Густав Тессін (1695—1770 рр.)

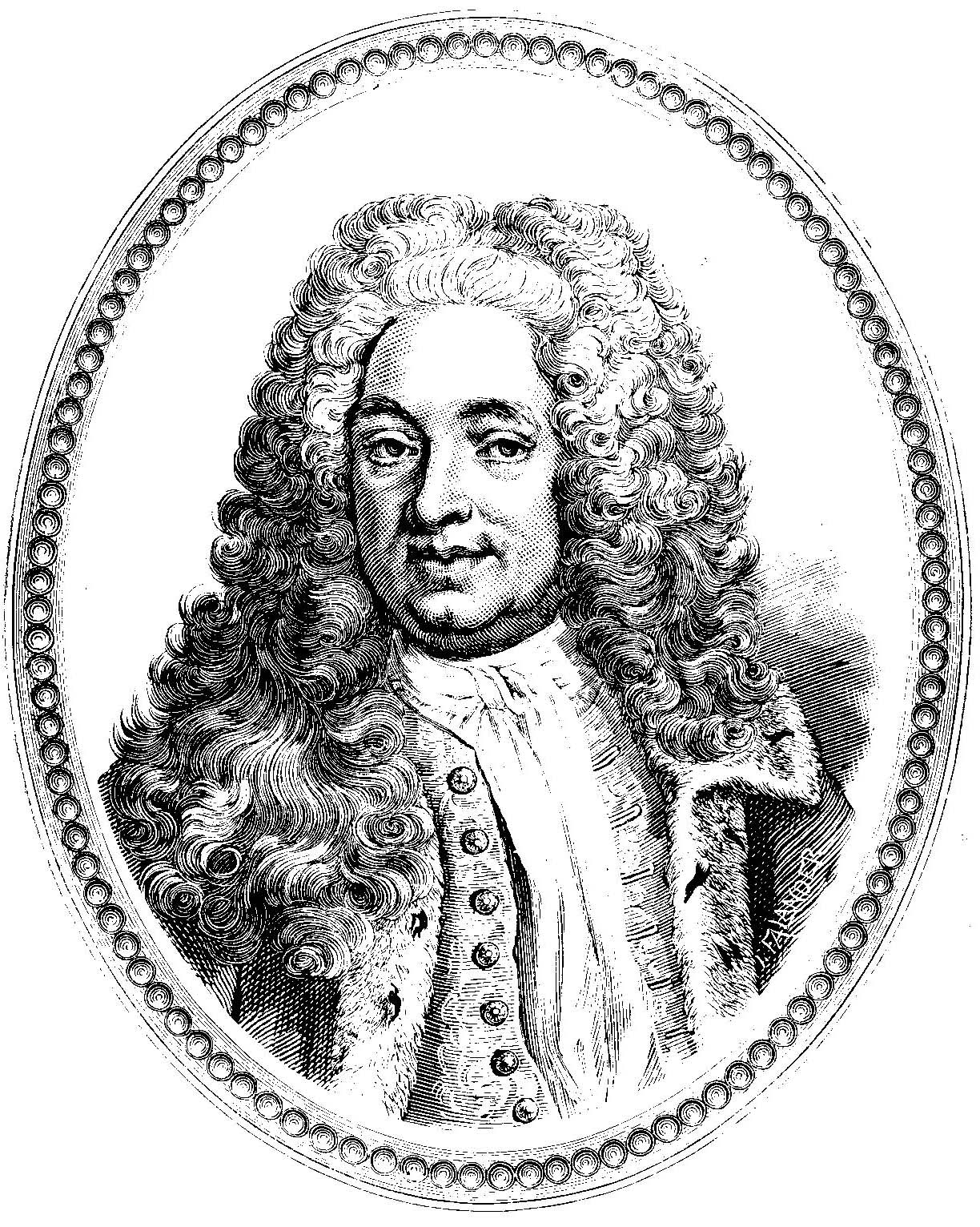
Карл Юлленборг (1679—1746 рр.)

Союз із французами вважався марною шведською розкішшю. Розв'язана урядом партії «капелюхів», що очолював Карл Юлленборг і Карл Густав Тессін, війна з Росією 1741–1743 рр. закінчилася повною поразкою Швеції. Це був недолік партії «капелюхів»: поспішна та необачна війні з Росією. Ускладнення європейської політики відбулися одночасно зі смертю Карла VI імператора Священної Римської імперії і російської імператриці Анни. Що служило на користь авантюрної інтриги шведської партії «капелюхів». У 1740 р., незважаючи на шалені протести партії «ковпаків», патріотично налаштована партія «Капелюхів» заздалегідь надала до Риксдагу проект про інтервенцію у Фінляндію росіян. Тому 20 липня 1741 р. війна була офіційно оголошена проти Росії (Російсько-шведська війна 1741—1743 рр.). Рада за місяць була розпущена, а лантмаршал вирушив до Фінляндії, щоб прийняти командування шведською армією. Перший удар був нанесений протягом шести місяців після моменту оголошення війни: шведське військо було переможене в битві коло Лаппеенранти, Російська імперія захопила прикордонну фортецю. Ніц не було зроблено обома воюючими сторонами протягом цих шести місяців, але потім шведські генерали зробили «мовчазне перемир'я» з росіянами за посередництва французького посла в Санкт-Петербурзі. До того ж «мовчазне перемир'я» деморалізувало шведську армію. Причиною цього були розпущені чутки про ворожий для них російський напад, що здійняло паніку в Гельсінкі. І до кінця того року вже вся Фінляндія перебувала у пануванні росіян. А шведський флот протягом усієї війни поступово перетворювався на плавучий шпиталь.

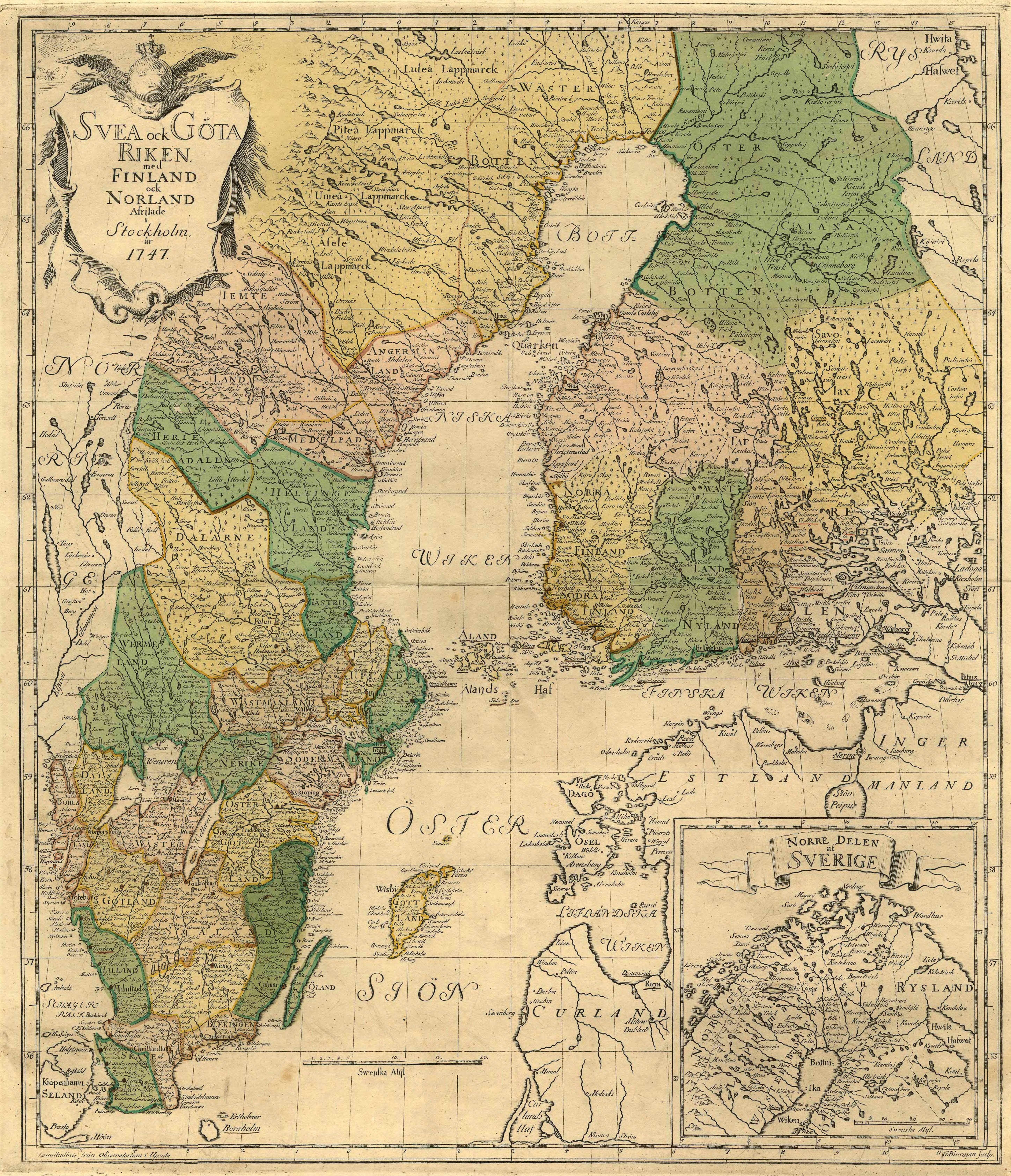
Карта Швеції та Фінляндії (зроблена в Стокгольмі, Швеція, 1747 р.)

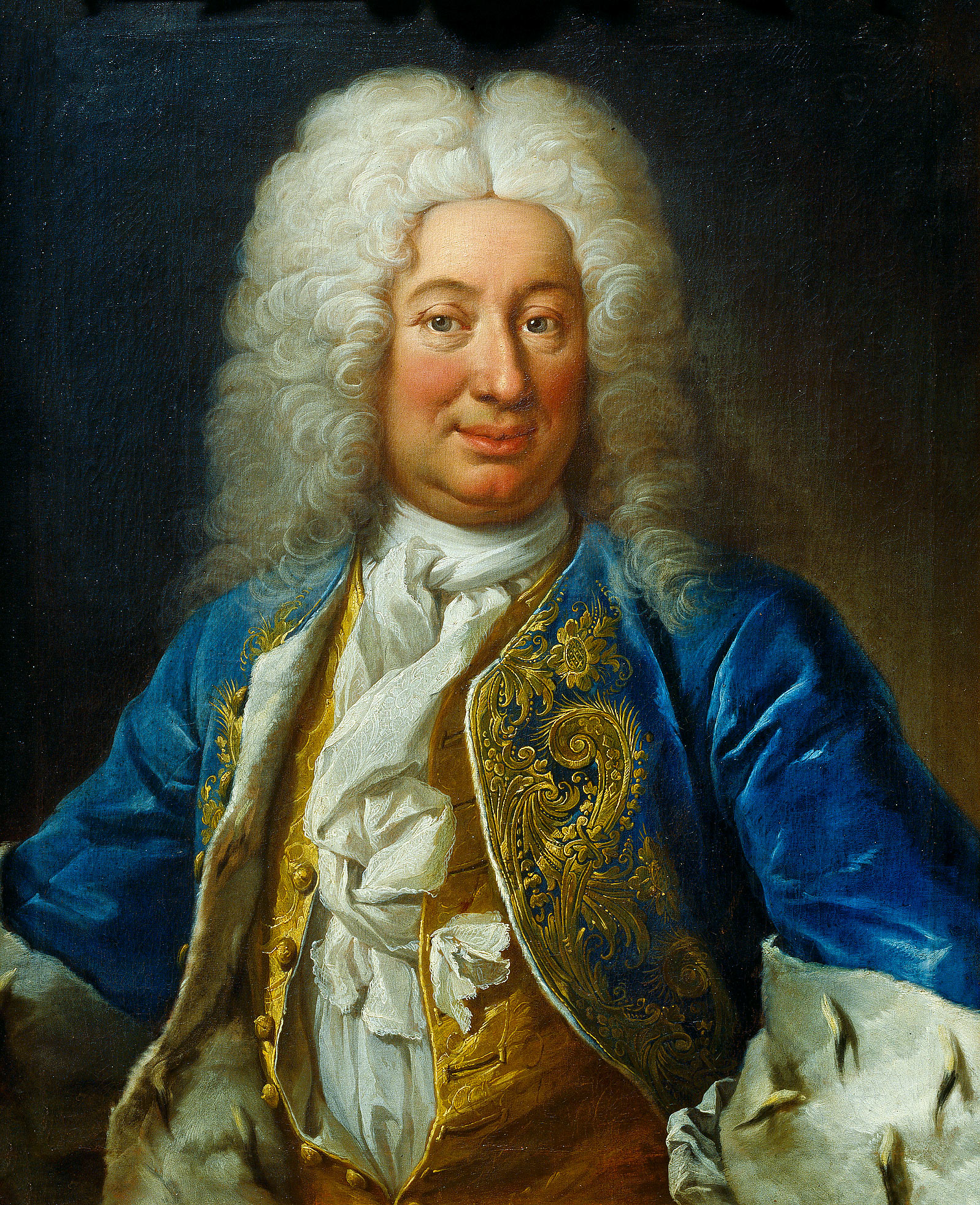
Фредерік I (1676—1751) — художник Мартін ван Майтенс (1695—1770)

«Капелюхи» скористалися парламентським рішенням Риксдагу щодо війни, краще ніж військові стратеги. Поступово шведський рух з питань встановлення причин поразки шведів і розслідування характеру ведення війни підозріло ухилявся від отримання відповідей на пріоритетні питання. Шведська королева Ульріка Елеонора померла бездітною, і король Швеції Фредерік I був застарий. А переговори з новою російською імператрицею Єлизаветою були відкриті. Вона погодилася віддати захоплену велику частину Фінляндії з умовою, якщо її двоюрідний брат Адольф Фрідріх Гольштейн буде обраний на наступника шведського престолу (1751-1771 рр.). І партія «капелюхів» охоче вхопилася за можливість відновлення втрачених фінських територій, за можливість підняти корпоративний престиж в утвореній ситуації. Після 7 травня 1743 р. за Абоським мирним трактатом невелика південно-східна частина Фінляндії була залишена у пануванні Росії, що знаходилася за межами річки Кюмійокі.
У тому ж 1743 р. на тлі військових невдач і важкого становища шведської економіки, у Швеції спалахнуло селянсько-гірниче повстання («Великий даларнський танок»). У березні 1751 р. старий шведський король Фредерік I сконав. А у французькому Версалі і в шведському Стокгольмі протягом наступних двох поколінь вирувало політичне життя партії «капелюхів».
Участь у 1756–1763 рр. в Семирічній війні закінчилася для Швеції новою поразкою. У 1747 р. аграрна політика партії «капелюхів» дозволила селянам дробити земельні наділи, що зруйнувало шведську патріархальну спільноту. А за законом 1757 р. про «загальне розмежування» заохочувала створювати великі поміщицькі господарства. Чим викликала невдоволення бідноти. У 1765 р. партія «капелюхів» втратила більшість у парламенті на тлі невдоволення широких верств населення Швеції її інфляційною політикою, що згубно для національної безпеки (економічної безпеки). На початку 1760-х рр. була заснована партія «молодших ковпаків». Яка у 1765-1769 рр. й у 1772 р. у владі Швеції здійснила соціально-економічні перетворення (реформи): введено свободу друку (свобода слова), рівність соціальних станів у кар'єрному рості тощо. У країні посилилися антидворянські настрої, що відверто виразилося на сесії Риксдагу 1771-1772 рр., в антипоміщицьких селянських заворушеннях в Сконе (в 1772-1776 рр.) та в інших провінціях. Поділ Польщі 1772 включав секретне положення, яке вимагало від договірних держав підтримувати існуючу шведську конституцію як найшвидший спосіб підірвати незалежність Швеції; і союз із легковірними "капелюхамі", або «патріотами», як їх називали в Росії, що гарантував їхню конституцію, був наслідком цієї угоди.

## Переворот Густава III

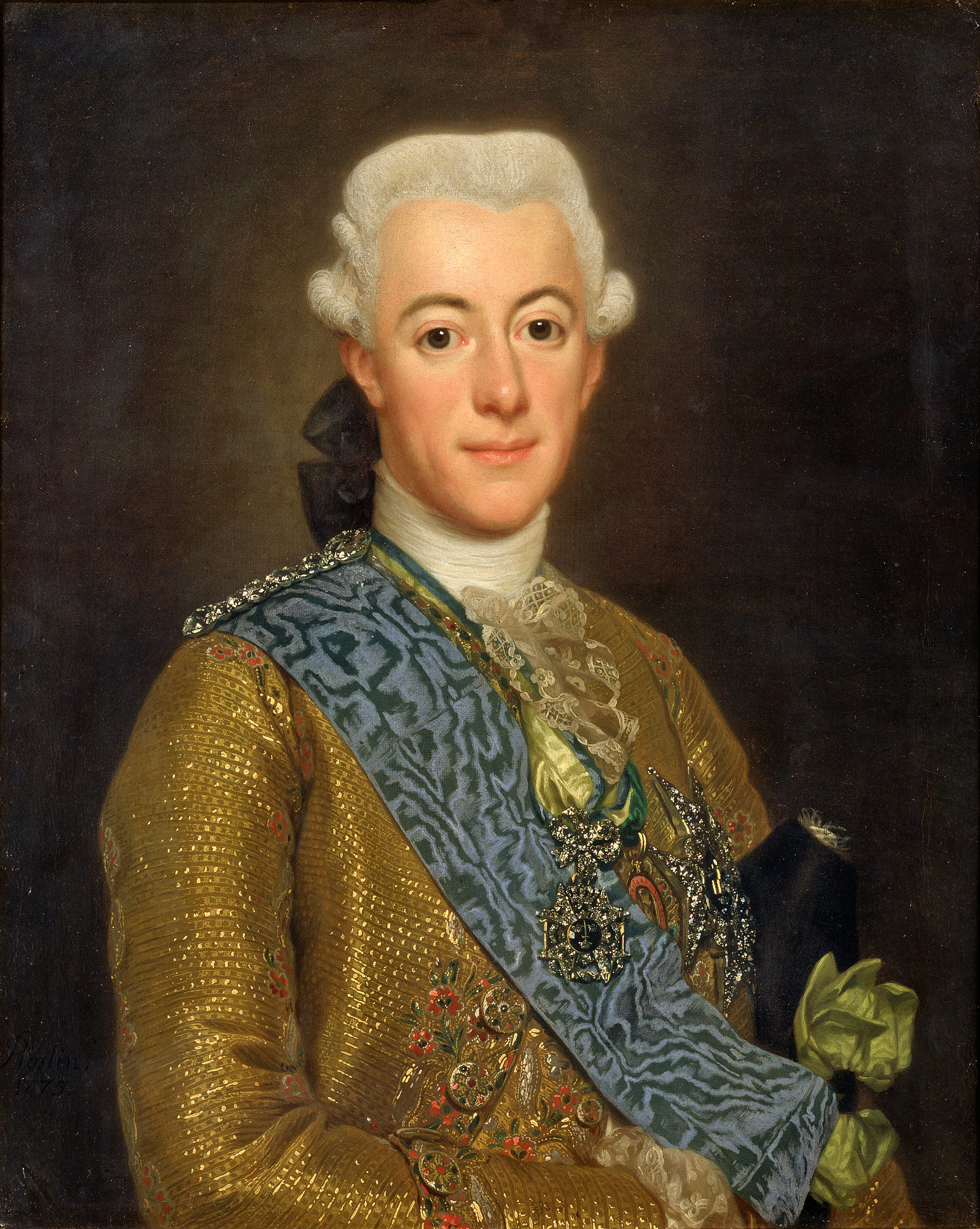
Густав III (1746—1792) — художник Олександр Рослін (1718—1793)

Позиція в шведському парламенті була нестабільною і корупція широко поширювалася. Шведський король Густав III спробував під час свого першого правління примирити сторони і зміцнити монархії. Він заявив, що парламентські партії (групи інтересів) повинні працювати під його керівництвом. Але партії рішуче виступили проти цього. Король Швеції вважав, що потрапив у таке ж положення, як Польща, де паралізований парламент «штовхнув» країну в громадянську війну. Коли в серпні стала розділеною Польща втративши велику частину своїх земельних територій, тому Густав III вирішив зробити безкровний державний переворот 19 серпня 1772 р.. Політичні партії були заборонені, а конституція 1772 обмежувала права Риксдагу, підтвердила дворянські привілеї і посилювала королівську владу.
|  | З боку це виглядало справжнім державним переворотом, вкрай не вигідним для сусідів Швеції, зокрема для Росії та Пруссії, які будучи гарантами старої шведської конституції і, підкупивши хабарами парламентські партії, довгі роки маніпулювали політикою ослаблої шведської держави. Недарма Катерина II з такою настороженістю ставилася до ідей Паніна М. І. перебудувати управління Російською імперією на шведській зразок. Для неї «ера свободи», як у Швеції називали півстолітнє правління Риксдагу, була часом хаосу і безсилля старого супротивника, коли Петербург міг майже безперешкодно втручатися у внутрішні державні справи Стокгольма. Посилення королівської влади, неухильно спричиняло за собою посилення самої Швеції на міжнародній арені, що дуже серйозно турбувало російську імператрицю. |

## Економічна політика
При підтримці державної політики в Швеції центральне місце займали мануфактури в багатьох шведських містах. Товари складалися в основному з текстилю, заліза, тютюну, паперу й цукру. Що призвело до економічного буму протягом 1700-х років, що закінчився у 1765–1766 рр., коли політика була протилежною: відбулося пізніше закриття заводів і фабрик у великих масштабах. В центрі уваги шведської держави було сільське господарство, чиї перетворення ініціював Якоб Фаггот (швед. Jacob Faggot) у 1757–1762 рр.. Реформи в сільському господарстві Швеції до 1800 р. були натхненні британською земельною реформою (у 1720–1840 рр.). Що подвоїло продуктивність праці. Якоб Фаггот ініціював земельну реформу 1757 р., і скандинавські фермери об'єднали свої наділи, що призвело до збільшення продуктивності та покращення демографічної ситуації Швеції. Реально реформи 1757 р. давали результат у 1783 році за сприяння Рутгера Маклейна (швед. Rutger Macklean). Котрий був господарем замку в Сконе (швед. Svaneholms slott). Спочатку реформу сприймали окремі фермери незадовільно, навіть деякі села були незадоволені. Але поступово навіть в декількох сусідніх зі Швецією країнах почали перейматися цим. Анна-Марія Рюккершолд (швед. Anna Maria Rückerschöld) в куховарських книгах і дискусіях патріотично закликала до створення державних шкіл для навчання жінок домашнього господарства, до просування вітчизняної сільськогосподарської науки, до активної участі в житті суспільства жінок (для гендерної рівності). Вона вважала пріоритетним підняття занепалої внутрішньої шведської економіки.

## Парламентська бюрократія й зловживання влади
Якщо монархічна влада короля була не тимчасовою і необмеженою, він прагнув стабільності політики в державі для передачі її наступникові у спадщину; то порівняно з цим, в межах тимчасового терміну президентської влади фактично культивувалася ментальність необмеженої парламентської влади. Що означало необмежену і неконтрольовану владу тимчасової партії більшості в парламенті, використовувану у безрозсудній манері. Для партії «капелюхів» це уможливило реалізацію авантюр щодо зовнішньої та економічної політики Швеції, маніпулюючи у протиріччях партійних ліній. Наслідки умов шведсько-турецького союзу в 1739 р., війна «капелюхів» проти Росії 1741—1743 рр. вплинули на втрату у 1743 р. частини Фінляндії.
Меркантильні політики парламенту використали ситуацію на користь приватних інтересів за рахунок держави прикриваючись проголошенням загальних інтересів, які публічно заявляли про пріоритет інтересів народу. Це призвело до витратної військової політики Міністерства фінансів.
У 1765 р. підо впливом їх опозиції, партії «ковпаків» виникла ще більша плутанини в грошовій системі. Парламент став практикувати дещо не пов'язане з законом, хоча цей законодавчий орган зобов'язував весь народ бути однаково рівним перед законом. Негативний вплив мала можливість зовнішнього управління Швецією, а також привласнення депутатських повноважень управління народом. Хоча члени секретного комітету і були частиною народу, але свавільно вивільняли себе з-під обов'язків перед народом. А контроль над їх апаратом управління здійснювали насправді підкупні бюрократи. Котрі схильні до встановлення корпоративного суверенітету, протиставлення його суверенітетові народу, до заміни ним суверена (монарха).
Серед партії «ковпаків» винаходили анти-бюрократичні важелі впливу. Свободу преси забезпечувала Конституція у 1766 р., але практичний ефект від їх приходу до влади був тільки у парламентському контролі над бюрократичним державним механізмом. Характер парламентської системи Швеції був названий «парламентом кінця шведської імперії», в якій свобода мало проявлялася по 1738 році. Шведська «епоха свободи» порівнювала себе з англійською системою, де сильний кабінет уряду і парламент. Після «колиски європейської демократії» Польщі з її виборами короля шведський народ отримував важку підготовчу школу. Відмовившись від минулого політичного впливу на долю Європи, шведи спрямували зусилля на мирну внутрішню суспільну культуру Швеції, чим досягали більших успіхів.
Легальна шведська Таємна рада, на зразок британського кабінету, мала правління пов'язане з інструкціями від парламенту, і робила реальні справи уряду, але через бюрократію парламенту та чиновницьке свавілля парламентаризм стримував повну свободу дій декларованих ідей демократії.

## Видатні особи епохи Свободи
Незважаючи на це шведська нація дарувала світовій цивілізації видатних особистостей «ери свободи»: фізик Андерс Цельсій, вчений Карл Лінней, професор економіки Пер Кальм (швед. Pehr Kalm), антрополог Пер Форссколь (швед. Pehr Forsskål), натураліст Карл Петер Тунберг (швед. Carl Peter Thunberg), геній Еммануїл Сведенборг, астроном Пер Вільгельм Варгентін (швед. Pehr Wilhelm Wargentin), ботанік Клас Альстрьомер (швед. Claes Alströmer), хімік Торберн Улаф Берґман, фармацевт Карл Вільгельм Шеєле, поет Карл-Мікаель Бельман, літератори Улоф Далін (швед. Olof von Dalin) й Густав Філіп Крейц (швед. Gustaf Filip Creutz), та інші.